# Kompania ochrony sztabu Sił Zbrojnych Komitetu Wyzwolenia Narodów Rosji
Kompania ochrony sztabu Sił Zbrojnych Komitetu Wyzwolenia Narodów Rosji (ros. Рота охраны Штаба Вооружённых сил КОНР) – oddział wojskowy Sił Zbrojnych Komitetu Wyzwolenia Narodów Rosji pod koniec II wojny światowej.
Oddział został utworzony pod koniec 1944 r. w Berlinie w celu ochrony sztabu Sił Zbrojnych KONR. Miał osiągnąć docelowo wielkość batalionu, ale zdołano sformować jedynie kompanię. Dowództwo objął kpt. (mjr) Nikołaj I. Bieglecow. Liczyła ona trzy plutony. Na czele 1 plutonu stanął por. J. L. Olchowskoj, który został odkomenderowany z Rosyjskiego Korpusu Ochronnego. Był on białym emigrantem rosyjskim, którzy stanowili większość plutonu. Emigranci służyli też w 2 i 3 plutonie, ale już w mniejszej liczbie. Przybyli oni ze szkoły propagandystów ROA w Dabendorfie pod Berlinem. Pochodzili z organizacji skautów – wywiadowców działającej w przedwojennej Jugosławii. Oddział nazwano nieoficjalnie kompanią kadetów lub kompanią kursancką, gdyż miała ona być przeznaczona do szkolenia młodszych oficerów. Jeszcze przed zakończeniem wojny zdołano rozpocząć teoretyczne szkolenia z zakresu strzelania, walki na bagnety, rzucania granatami, użycia panzerfaustów, czy dżudo. Polowych zajęć nie prowadzono. 17 kwietnia 1945 r. podczas bombardowania stacji kolejowej w Pilźnie zginął mjr N. I. Bieglecow.